# 셀레베스난쟁이다람쥐
셀레베스난쟁이다람쥐(Prosciurillus murinus)는 다람쥐과에 속하는 설치류의 일종이다. 인도네시아 술라웨시섬 북동부와 중부 지역의 토착종이다. 산기르 섬을 포함한 인근 지역에서도 발견된다.

## 아종
3종의 아종이 알려져 있다.
- P. m. murinus
- P. m. griseus
- P. m. necopinus